# Benjamín Vidal
Benjamín Fernando Vidal Allendes (Doñihue, 18 marzo 1991) è un calciatore cileno, difensore dell'Arturo Fernández Vial.

## Caratteristiche tecniche
È un difensore centrale.

## Palmarès
- Campionato cileno: 1

O'Higgins: 2013 (A)
- Supercoppa de Cile: 1

O'Higgins: 2014